# 271 Pentesileja
271 Pentesileja (mednarodno ime 271 Penthesilea) je asteroid v glavnem asteroidnem pasu. Kaže značilnosti dveh tipov asteroidov (P in C ).

## Odkritje
Asteroid je odkril ruski astronom (nemškega porekla) Viktor Knorre 13. oktobra 1887 v Berlinu. Poimenovan je po kraljici Amazonk iz grške mitologije.

## Lastnosti
Asteroid Pentesileja obkroži Sonce v 5,22 letih. Njegova tirnica ima izsrednost 0,097, nagnjena pa je za 3,537° proti ekliptiki. Njegov premer je 57,93 km km .